# Lespesia melalophae
Lespesia melalophae là một loài ruồi trong họ Tachinidae.